# 諡
諡（、し）、あるいは諡号（）は、漢字文化圏において、主に帝王・相国などの貴人の死後に奉る、生前の事績への評価に基づく名のことである。「諡」の訓読み「おくりな」は「贈り名」を意味する。

## 概要
広義には国家が与える公の諡と個人が付ける私諡があるが、単に「諡」といったときには公の諡を指す。
諡号を奉る行為は、王権継承と即位を正統化するという意味がある。
中国の殷朝及び斉の初期では先王等に十干を付した特異な諡号を奉っていたが、一般的な立諡制度の起源は中国の周代中期（紀元前9世紀頃）といわれる。天子のみならず、諸侯・卿大夫・高官・名儒等に贈られ、時代が下って高僧も対象となった。
初期の諡号には褒貶の義はなかったようであるが、次第に生前の行跡に照らして追号されるようになった。中国の戦国時代に成立した『逸周書』の一篇「諡法解」は諡法について定めた最初の記述であり、長く諡号選定の準拠とされた。
秦では、死後に子や臣下によってあげつらわれることにあたり不敬であるという理由で、始皇帝によって立諡制度は一時廃止された。前漢以降中国の歴代王朝に踏襲され、日本には遅くとも大宝3年（703年）以前に律令政治の成立と前後して輸入された。
なお、厳密には「諡」といえば、諡された字のみを指す。例えば、「順平侯」というのは「諡号」であり、「諡」という場合は「順平」を指す。諡には本来、良し悪しのランク付けはなかったが、後世になって
- 美諡
- 中諡
- 悪諡

の種別が作られた。ただし、南宋の学者鄭樵が著書通志で批判した通り、後世の中国人は諡について誤った認識を抱いており、帝王の名を諡と勘違いしたり、美諡「桓」を誤って悪諡としてしまったりしていたという。
日本の仏教徒の戒名は、受戒し仏弟子となり世俗生活の俗名を離脱するためにつけるものであり、本来は生前に付け、時に追善のため臨終ないし死後につけたものである。しかし「臨終ないし死後」に贈られることが一般化した結果、実質的な「忌み名」として用いられている。「忌み名」も私諡の一種であり、そこから諡一般のことを諱（いみな）と言う場合もあるが、諱とは本来は個人の通称である字（あざな）に対する本名を意味し、本人に対する敬意として口に出すことを憚る名、のことで本義は諡とは異なる。

## 中国の諡号

### 帝王の諡

#### 歴史
秦の始皇帝は、「臣が君主の死後君主の業績を評価すべきではない。始皇帝、二世皇帝、三世皇帝……万世皇帝と自動的に決めるようにせよ」という意志を持ち、短時期ながら諡法を廃止した。しかし、前漢の皇帝たちはこれを復活させ、さらに2通りの帝王諡号を制定した。高皇帝・文皇帝・武皇帝・明皇帝・元皇帝などの帝号と、太祖・高祖・太宗・世宗・宣宗などの廟号である。隋以前は帝号をもって帝王の尊称としたが、唐以後は多く廟号を用いるようになった。唐以降も帝号も無くなったわけではなく、唐の初期には先例が踏襲されていた。例えば、唐の太宗は死後に高宗によって「文皇帝」を諡された。しかし高宗は後に父帝の諡号を「文武聖皇帝」と改め、古代からの制度を破壊した。後に太宗は玄宗によって「文武大聖皇帝」、さらに「文武大聖大広孝皇帝」と諡号が改められるなど、唐の歴代皇帝の諡号は長くなっていった。宋の時代には北宋の真宗の「応符稽古神功譲徳文明武定章聖元孝皇帝」のようにさらに長くなる傾向があり、呼びにくいので唐以降の皇帝は通常諡号で呼ばれなくなっている（少ないが「元孝皇帝」という具合に末尾の名称を使う場合もある）。この影響から高麗や李氏朝鮮、ベトナムの歴代王朝などでも王号・帝号が長くなり、廟号で呼ぶようになっている。なお、明王朝以降は一世一元の制が導入されたため、日本などでは明・清やベトナムの阮朝の皇帝は諡号でも廟号でもなく、その治世の元号+帝を使用することが多い。

#### 原則
帝王の諡字選定の原則も、臣下のそれと同様であった。武帝・文帝など美諡は繰り返し贈られた。東洋史学者の平㔟隆郎は諡字選定に春秋学では特に重要な三つの美諡「文・武・成（もしくは宣・襄）」の法則があり、この三つの諡（及び、その諡の同義のもの）は繰り返しつけられていることを指摘している。王朝の創始者が文もしくは武となり、成もしくは宣、あるいは襄は正統的な後継者となる。例を挙げると、
- 戦国秦では、恵文王→悼武王→昭襄王
- 戦国趙では、武霊王→恵文王→孝成王

武は「桓武」というように同義の桓でもよいと平㔟は論じている。ただ、南宋の頃になると経書や春秋学の知識が失われ、桓を悪諡だと誤解している人々が多かった。
良い実績のある皇帝の他に、夭逝した皇帝にはそれを悼む沖帝、殤帝など平諡が贈られた。悪諡を贈られた著名な例が隋の煬帝であるが、実際には少ない。悪諡は第一印象が悪いので、悪諡を使うことを避ける傾向もある。代わりに、強いポジティブな感情の意味を含まない美謚、あるいは平謚を使って業績が悪い皇帝を評価する。したがって、ある美諡と平謚も実際には皇帝を婉曲に批判する意味を持つ。例えば、無能で政務を執り行うことが出来なかった皇帝に対して恵帝の美謚もしくは懐帝、愍帝の平諡が贈られた。また王朝最後の「末代皇帝」に対して恭順の意を込めて恭帝の美諡が贈られた。
二文字の諡号の場合には、美諡と悪諡（または平諡）の並び称は許可されている（武霊王ほか）。前漢、後漢の2代目以後の皇帝は一貫して「孝○皇帝」の諡が贈られたが、この「孝」は実際の意味がないので、一般的には省略される（前漢第7代の孝武皇帝→武帝、ほか）。
君主には必ずしも諡号があるとは限らない。後継者の都合によって「暴君」もしくは不適格とされた君主は死後、諸侯王ないし諸侯扱い、さらには庶民に降格されたり（例：魏の高貴郷公、南朝斉の東昏侯、金の海陵王→廃帝海陵庶人、ほか）、在位そのものが否定される場合（前漢の少帝弘、唐の殤帝重茂、明の建文帝ほか）があった。
帝王の諡号は次期帝王と礼部の官僚によって共に選定された。言いかえれば、当代の皇帝は自分の諡を知ることは不可能である。もちろん皇帝自らが諡号と廟号を決めることも許されない。魏の曹叡が悪諡を避けるため生前に自ら明帝の諡号と烈祖の廟号を定めていたのが唯一の例であり、当然ながら大きな批判を浴びている。一方、日本では遺詔によって追号を決めた天皇が多く存在する（後述）。

#### 廟号について
一族の祖、王朝の初代や再興を遂げた皇帝には「某祖」、その他の皇帝たちで特に称揚される者には「某宗」の廟号が奉られた。例えば、前漢の高帝劉邦は初代皇帝なので廟号を「太祖」（太祖高皇帝の略で、『史記』以来「高祖」と一般に呼ばれる）、漢の再興を果たした後漢の光武帝は廟号を「世祖」とされ、それ以外の漢代の皇帝には「某宗」という廟号を贈られた者がいた。清の初代ヌルハチは「太祖高皇帝」、初めて中原を支配した第3代順治帝は「世祖章皇帝」、その子で賢君の誉れ高かった康熙帝は「聖祖仁皇帝」とされ、一代三祖となっている。北魏ではさらに一代五祖となっている。ちなみに、日本でも「皇祖皇宗」という表現が用いられる（教育勅語や玉音放送など）。廃帝や末帝には廟号が贈られなかった。廟号を得ることは、太廟（皇室の祭祀所）に位牌が祀られることを意味する。一つの王朝が滅亡すればその王統の祭祀をする者もいなくなるのであり、廟号自体に意味がなくなってしまうからである。
上述の通り、唐以降は、諡号の形骸化のため廟号は諡号に代わって君主の生前の業績を評価する。太祖・太宗・高宗・中宗・世宗を除いて他の廟号は主な『逸周書』の「諡法解」を参照した。上記の謚号のように、一部の廟号は微妙な意味を持つことがある。皇帝個人の生涯の角度から、在位が短く影響力の無い皇帝は穆宗という廟号を贈られた。都から逃亡した経歴を持つ皇帝は徳宗という廟号を贈られた。さらに、婉曲な批判に用いられていた。著名な例は遊楽に耽って危うく国を傾けそうになった北宋の徽宗（実際に亡国）である。その他、一見美しい意味の廟号文宗、英宗、神宗は、たいてい暗君の称号に使われている。廟号と諡号は使い方が異なるので注意が必要である。同じ「武」の諡字でも「武帝」が賛辞に使用された一方、「武宗」は遊興に耽った暗君の廟号として使用された。

### 后妃の諡
后妃たちに諡が見られるようになるのは前漢からだが、この時代は皇后であっても諡のない女性も多い。気をつけるべきなのは、史書における后妃たちの表記では、姓や自身の諡の前に必ず配偶者である皇帝の諡を冠していることである。
たとえば、前漢の武帝が寵愛した李夫人は、『史記』において「孝武李夫人」と記される。この場合「孝武」とは武帝（孝武皇帝）のことであり、李夫人の諡ではない。訓ずる場合は「孝武帝の李夫人」と読む。一方、武帝の曾孫・宣帝の皇后である許平君は「孝宣恭哀許皇后」と記される。この場合「孝宣」が夫帝の諡で「恭哀」は皇后自身の諡となり、「孝宣帝の恭哀許皇后」と訓ずる。
後漢になると、皇后（贈号も含む）には特殊な場合を除いて全て諡され一部の后たちにも諡されるようになるが、基本的な表記は同じである。例えば、魏の文帝曹丕の皇后・郭皇后は諡が「徳」であるので「文徳郭皇后」と記する。曹丕の側室で曹叡の生母の甄皇后（贈号）は、諡を「昭」というので『魏志』における表記は「文昭甄皇后」となる。この「文」は文帝のことであり、皇后たちの諡ではない。「景懐夏侯皇后」「景献羊皇后」とあれば、それは「景帝の配偶者」という意味で「景」と付くのであり、彼女たちの直接の諡ではないのである。
皇后はほとんど美諡または平諡を贈られた。悪諡を贈られた珍しい例が、北魏の孝文幽皇后である。また、後漢の安思閻皇后・桓思竇皇后・霊思何皇后はみな「思」の平諡を贈られたが、貶す意味が隠されている。
唐以降、皇帝の諡そのものが長くなると、后妃たちの諡も上記の法則を外れることになる。唐、宋代は2～4字であったが、明・清代には皇帝と同じく20字近い長さの諡が贈られた。どの時代も、皇后と皇妃では諡の文字数に差異があることが共通する。

### 臣下の諡
家臣などに対し、死後に生前より上位の爵位号を贈ることを爵諡という。たとえば関羽は死後、軍神（関帝）として祀られた際に後世の歴代の王朝から贈られている。死後40年の景耀3年（260年）、蜀漢の劉禅から前将軍・壮繆侯を贈られた。以降、北宋の徽宗から崇寧に忠恵公、大観に武安王、宣和に義勇武安王、南宋の高宗から建炎に壮繆義勇王、孝宗から淳熙に壮繆義勇英済王、元のトク・テムルから天暦に顕霊義勇武安英済王、明の成化帝から成化に壮繆義勇武安顕霊英済王といった具合である。

### 周辺諸国への影響
中国の諡号は、朝鮮半島やベトナムの歴代王朝、西夏や遼などでも使用された。歴代の王や皇帝やその家族、臣下などは中国風の諡号を付されている。後述のように漢字文化圏である日本にも大きな影響を与えたが、日本では中国風の諡号をそのまま使用する期間は短く、天皇に対して中国風の廟号を付けることもされていない。

### 中国において用いられた諡字
『逸周書』「諡法解」にある諡として用いられる字は、全部で183字である。
| 分類                 | 文字 |
| -------------------- | --- |
| 美諡（上諡） 130文字 | 安 · 比 · 成 · 誠 · 崇 · 純 · 慈 · 聡 · 逹 · 大 · 戴 · 道 · 徳 · 定 · 度 · 端 · 敦 · 剛 · 高 · 革 · 公 · 恭 · 光 · 広 · 果 · 暠 · 和 · 厚 · 胡 · 桓 · 徽 · 恵 · 基 · 簡 · 節 · 景 · 敬 · 靖 · 開 · 康 · 考 · 克 · 寛 · 匡 · 曠 · 類 · 礼 · 理 · 良 · 烈 · 密 · 敏 · 明 · 穆 · 寧 · 平 · 斉 · 祁 · 遷 · 欽 · 勤 · 清 · 頃 · 愨 · 確 · 譲 · 仁 · 容 · 栄 · 柔 · 睿 · 商 · 紹 · 深 · 神 · 聖 · 勝 · 世 · 淑 · 順 · 舜 · 粛 · 素 · 太 · 泰 · 通 · 威 · 温 · 文 · 武 · 熙 · 賢 · 顕 · 憲 · 献 · 襄 · 向 · 孝 · 信 · 修 · 宣 · 遜 · 堯 · 儀 · 義 · 毅 · 翼 · 懿 · 英 · 嬰 · 雍 · 勇 · 友 · 兪 · 禹 · 圉 · 裕 · 誉 · 元 · 章 · 昭 · 哲 · 貞 · 真 · 正 · 直 · 智 · 中 · 忠 · 壮 |
| 平諡（中諡） 33文字  | 哀 · 沖 · 悼 · 鼎 · 懐 · 鑑 · 倹 · 介 · 凱 · 懋 · 閔 · 湣 · 彭 · 強 · 殤 · 傷 · 慎 · 声 · 舒 · 庶 · 思 · 息 · 僖 · 熹 · 玄 · 野 · 夷 · 逸 · 淵 · 原 · 遠 · 質 · 終 |
| 悪諡（下諡） 20文字  | 蕩 · 丁 · 干 · 荒 · 惑 · 剌 · 厲 · 戻 · 霊 · 繆 · 携 · 虚 · 煬 · 隠 · 幽 · 願 · 紂 · 専 · 縦 · 醜 |

## 日本の諡号
日本の天皇の崩御後の称号には、諡号（しごう）と追号（ついごう）の別がある。諡号はその人の高貴さや具体的な高徳を表わした美称を死後に贈るものであり、追号は宮号や陵名などを用いたものである。諡号として国風諡号・漢風諡号の2種類がある。このうち国風諡号は日本特有のもので、和風諡号・国語諡・本朝様諡等の別称がある。
奈良時代から平安初期にかけて、天皇（その称号自体が諡である）・后妃・皇太子の諡号には和風と漢風が併用され、例えば43代元明天皇は漢風諡号を元明天皇、和風諡号を「日本根子天津御代豊國成姫」（やまとねこあまつみしろとよくになりひめ）天皇といった。
現在は、全ての天皇を漢風諡号または追号を用いて「〇〇天皇」と呼んでいるが、明治3年（1870年）以前は63代冷泉天皇から118代後桃園天皇まで（81代安徳天皇と96代後醍醐天皇を除く）は「〇〇天皇」とは呼ばず、「〇〇院」と称していた。
なおここに記す天皇の代数は、現在の皇統譜による。時代によって天皇の数え方が異なるため、典拠史料に第何代と書かれているものと異なる場合がある。（→天皇の一覧）

### 和風諡号
和風諡号（国風諡号）を奉る制度は、記録に残る限り41代持統天皇以来、先帝の崩御後に行われる葬送儀礼＝殯（もがり）の一環として行われてきた。その殯の場では、先帝の血筋が正しく継承されたものであることやその正統性を称揚するとともに、併せて先帝に和風諡号を贈った。持統天皇から平安時代前期の54代仁明天皇まで追贈された。ただし当時は廃帝とされた47代淳仁天皇と唐風文化を愛した52代嵯峨天皇には和風諡号らしきものはない。46代孝謙天皇（重祚して48代称徳天皇）は、「高野姫天皇」「倭根子天皇」と呼ばれた例はあるが、いずれも和風諡号ではない。　
初代神武天皇「神日本磐余彦」（かむやまといわれひこ）から40代天武天皇「天渟中原瀛真人」（あめのぬなはらおきのまひと）までの名も、慣例的に和風諡号と呼んでいるが、必ずしも実際に諡号だったわけではない。特に15代応神天皇から26代継体天皇までの名は、22代清寧天皇を除き多くの研究者により諱（いみな＝実名）と考えられている。したがって和風諡号の制度ができたのは、その後である（制度として確実なのは持統天皇が最初である）。

### 和風諡号の使用が開始された時期（説）
- 「持統説」 - 神武天皇から天武天皇までの「和風諡号」は、慣習的に和風諡号と呼ばれているだけで実際の意味はいわゆる「諡号」ではなく、実態は不明である。生前尊号だった可能性もある。確実に和風諡号だとわかるのは、『続日本紀』の大宝3年（703年）12月17日、持統天皇の火葬の際に「大倭根子天之廣野日女尊」と奉ったことが書かれており、これが史料上最初の記録である[注釈 5]。それ以前のものは諡号だとはどこにも書かれておらず、生前からの別名であるように読める。和風諡号的な名前とは別に他の皇子と同じような素朴な名前が伝わっている場合（例えば推古天皇は豊御食炊屋姫尊と額田部皇女の2つの名が伝わる）は、後者は実名と考えるのが自然であるが、前者は死後の諡号なのか生前からの別名（尊号）なのか判然とせず、決め手も無い。
- 「欽明説」 - 欽明天皇の「天国排開広庭」（あめくにおしはらきひろにわ）は実名には見えないこと、「殯」（もがり）の儀式は欽明天皇崩御後に始まっていることから、和風諡号は「殯」（もがり）の儀式において奉ったと推定する説が、有力ではないものの一部の学者から出ている。『上宮聖徳法王帝説』のような古い所伝では、継体天皇の直後に欽明天皇が即位したかのような編年となっており、一時的に両王統が対立したという説も出されている。前2代の安閑・宣化両天皇も実名のように見えないので、欽明天皇崩御時にあらためて欽明天皇によって否定された安閑・宣化ともども諡号を追贈することによって、王権内の安定を期したとする説。ただし、この説はあくまで二朝対立説が前提となるので二朝対立説が否定された場合には成立しない。

### 漢風諡号

#### 漢風諡号制度の導入
漢風諡号の方は、奈良時代中期の官職の唐風改称に伴って導入された。中国とほぼ同様、生時の行いを評して「諡法解」の定義などによって選定された。諡を撰して奏上するのは、明経道を学んだ明経博士や大外記などの儒家である。
鎌倉時代に成立した『日本書紀』の注釈書『釈日本紀』に引用された元慶～承平年間の「私記」に、「師説」として書紀の天皇の諡号は淡海三船の撰とある。そのため、初代神武天皇から41代持統天皇まで（書紀では天皇に数えられていない大友皇子＝39代弘文天皇を除く）、及び天皇不在の摂政という特異な地位を持つ神功皇后の諡号は、淡海三船が一括撰進したと想像されている。
天平勝宝3年（751年）の『懐風藻』には「文武天皇」（42代）と見え、さらに天平宝字2年（758年）に「聖武天皇」（45代）に「勝宝感神聖武皇帝」を諡し、譲位したばかりの孝謙天皇（46代）に「宝字称徳孝謙皇帝」の尊号を贈っており、淡海三船の一括撰進はこれ（758年）以降のことだと仮定して、三船が中央で勤務していた天平宝字6年（762年）～同8年（764年）のことではないかとする説がある。
43代元明天皇と44代元正天皇については史料に記述なく詳細不明であるが、三船の一括撰進に含まれるとされることも多い。なお埼玉県の聖神社の社伝では養老6年（722年）に「元明金命」（元明天皇）が合祀されたという。

#### 漢風諡号制度の衰微と中絶
奈良時代を通じて漢風諡号は続き、桓武天皇の代まで続いた。しかし平城天皇・嵯峨天皇・淳和天皇は漢風諡号をおくられず、在所にちなんだ追号で呼ばれた。仁明天皇・文徳天皇にはおくられたものの、その後の清和天皇・陽成天皇は追号であった。次代の光孝天皇を最後として漢風諡号は長らく絶えることとなった。これ以降の天皇では、平安末期から鎌倉初期における75代崇徳院（讃岐院から改める）、81代安徳天皇、82代顕徳院（隠岐院から改め、後に後鳥羽院に改める）、84代順徳院（佐渡院から改める）の4例を見るのみである。南朝の96代後醍醐天皇にも、北朝の側から「元徳」という諡号を奉るという案があった（後述、#諡字による諡号の意味参照）。

#### 諡号の復活と追諡
江戸時代後期の光格天皇の時に漢風諡号が復活し、仁孝天皇、孝明天皇の3代を数えた。また明治時代には、淡路廃帝を47代淳仁天皇、九条廃帝を85代仲恭天皇とし、大友皇子を即位したものとして39代弘文天皇とした（→大友皇子即位説）。
大正時代には、南朝の寛成親王の即位の事実が判明したとして98代長慶天皇としたがこれは漢風諡号ではなく院号からとった追号である。

### 追号
国風諡号・漢風諡号が天皇に奉られなくなった後、代わって死後の称号として主流となった追号（ついごう）も、諡の一形態に属するが、厳密に言って正式な諡号ではない。追号には褒貶の義はなく、単なる通称の域を出ない。追号の命名法は、大別すると以下のようになる。
1. 皇居の宮名を追号とする場合
2. 院号（譲位後の在所である後院の名もしくは出家した寺の庵号）をもって呼ばれる場合
3. 山陵の名を宛てる場合
4. 加後号（先代の追号や諡号の頭に「後」の字をつける）の場合
5. 先代の2つの漢風諡号から1字ずつを取って追号とする場合
6. 在位中の元号をそのまま転用して追号とする場合

更に漢風諡号が奉られなくなって以後も、追号に天皇号を用いる慣例はしばらく続いてきたが、冷泉院（正確には先に没した円融院が初例となる）以後は、没後の天皇の追号は院号とされた。これは特に諡号が贈られた安徳天皇を例外として院号が贈られ続けた。なお、『神皇正統記』によれば、後醍醐天皇は南朝によって天皇号を贈られたとされているが、北朝の系統である明治以前の朝廷がこれを認めずに「後醍醐院」と称したことは、江戸時代の『雲上明鑑』『雲上明覧』の歴代天皇欄より知ることが出来る。もっとも、「院号」は天皇以外の者でも没後に用いることが出来る称号であるため、江戸時代後期には中井竹山（『草茅危言』）や徳川斉昭によって批判され、諡号復活論へと導かれることとなる。
また、遺詔によって自ら決める追号を遺諡と言い、大治4年（1129年）7月の白河院を初めとして、著名な例だけでも後嵯峨院・後醍醐天皇・後小松院・後水尾院などの諸帝がおり、全部で15人いる。特に鎌倉後期の後嵯峨院から後醍醐天皇までは、伏見院と後二条院を除く7人の天皇が自ら追号を決めており、遺諡がこの時期は主流であった。
私的性質が強い追号は天皇のみならず公武の臣下にも多く、邸宅の号や縁の地をもって「〇〇殿」と称するのは天皇の場合と同趣である。
諡号献呈は時代がはるかに下った江戸後期に、119代光格天皇によって復活し、この時に「天皇号」も復活した。以後、仁孝天皇・孝明天皇の2代を経て、明治の一世一元導入と共に元号を以って帝号（追号）とする事が昭和天皇まで続いている。また、大正14年（1925年）には追号における院号を全て廃止して「天皇号」に統一した。

### 后・妃の諡号
后妃の諡号は殆ど行われてこなかった。『日本書紀』によれば、仲哀天皇皇后（神功皇后）には気長足姫命（おきながたらしひめのみこと）の和風諡号がおくられたとあるが、戦後においては実在自体が否定的に見られている。「神功皇后」の漢風諡号は『日本書紀』には見えず、編纂以降に名付けられたものと見られる。天応元年（781年）7月には上奏文の中で「神功」の諡があり、これ以前には呼ばれていたこととなり、淡海三船の一括撰進と同時期ではないかと見られている。
律令制度下において明確な漢風諡号は、聖武天皇皇后光明皇后（藤原光明子）が存命中におくられた「天平応真仁正皇太后」ただ一例である。平安時代中期の藤原詮子（円融天皇女御・皇太后）以降、后妃や天皇生母には、生前から女院号がおくられることが多くなり、没後も院号で呼ばれた。
明治時代に至り、女院号の廃止を承けて后妃にも諡号が奉られるようになる。以来、孝明天皇の女御「英照皇太后」、明治天皇の皇后「昭憲皇太后」、大正天皇の皇后「貞明皇后」、昭和天皇の皇后「香淳皇后」の4人が追諡を受けている。
なお追諡における「皇太后号」「皇后号」については記事「昭憲皇太后」の「追号について」の項目も参照されたい。

### 臣下の諡
臣下に賜る諡としては、壬申の乱で挙兵した天武天皇を伊勢国で迎えた国司三輪子首が4年後に没した時「大三輪真上田迎君」と諡されたのが嚆矢である。次いで右大臣在任中に没し、40年後に贈られた藤原不比等（淡海公）がおり（正史以外で「文忠公」を記す史料もある）、その詔勅では不比等を斉の太公に擬している。後の世には摂関・太政大臣を務めて在俗のまま没した者に限って漢風諡号と国公が贈られ、貞観14年（872年）9月4日の藤原良房（忠仁公・美濃公）をはじめ、摂関期に9例を数えた。
| 氏名       | 漢風諡号 | 国公（国名、国の遠近・等級） |
| ---------- | -------- | ---------------------------- |
| 藤原不比等 | 淡海公   | （近江国、近国・大国）       |
| 藤原良房   | 忠仁公   | 美濃公（美濃国、近国・上国） |
| 藤原基経   | 昭宣公   | 越前公（越前国、中国・大国） |
| 藤原忠平   | 貞信公   | 信濃公（信濃国、中国・上国） |
| 藤原実頼   | 清慎公   | 尾張公（尾張国、近国・上国） |
| 藤原伊尹   | 謙徳公   | 三河公（三河国、近国・上国） |
| 藤原兼通   | 忠義公   | 遠江公（遠江国、中国・上国） |
| 藤原頼忠   | 廉義公   | 駿河公（駿河国、中国・上国） |
| 藤原為光   | 恒徳公   | 相模公（相模国、遠国・上国） |
| 藤原公季   | 仁義公   | 甲斐公（甲斐国、中国・上国） |

また江戸時代には朱子学などの影響で武家、特に大名の間でも諡を贈る習慣が生まれた。尾張藩や水戸藩では歴代藩主に漢風の諡号が贈られており、特に水戸藩の徳川光圀に贈った「義公」、徳川斉昭に贈った「烈公」などが有名である。

### 僧侶の諡
僧の諡号は、北魏の法果が胡霊公と追贈されたのが初めてである。日本では平安時代から実例があり、清和天皇に素真、最澄に伝教、円仁に慈覚の大師号が初めて贈られ、後には国師号、菩薩号なども諡として併せて贈られている。法然や東晋の慧遠のように、異なる諡号を一人に何度も贈る場合が稀にある。
日本では明治時代には「大師号」「国師号」の賜与を宗派からの申し出を受けて内務省が審査するという体制が取られることとなり、明治16年（1883年）に「大師国師号賜与内規」が定められた。しかし大師号の数を抑えたいという伊藤博文の意向により、明治20年（1887年）に内規は廃止され、しばらく賜与は行われなかった。その後はこれを前例にして申請があれば慣習や皇室との関りを考慮して賜与されている。

### 諡字による諡号の意味
古代の天皇の漢風諡号については、光仁天皇と光孝天皇以外には選定に関する明確な史料が存在せず、様々憶測に基づく説が唱えられている。
日本では悪諡に用いられる字を使った諡号・追号を受けた天皇は、孝霊天皇・霊元天皇の例がある。孝霊天皇も事跡が殆ど伝わっておらず、諡号選定の経緯は不明である。霊元天皇は遺諡によるもので、孝霊天皇と孝元天皇の一字を合わせたものである。

#### 徳字諡号
天皇の諡号に「徳」字が使われたのは、孝謙天皇が譲位した際に、淳仁天皇より「宝字称徳孝謙皇帝」の尊号が贈られたことを嚆矢とする。重祚後の孝謙を「称徳」と呼ぶのはこれに由来する。『日本書紀』の諸天皇の漢風諡号は淳仁天皇の時代に淡海三船により一括選定されたため、懿徳天皇・仁徳天皇・孝徳天皇に諡号が贈られたのはこの時代である。仁徳天皇・孝徳天皇については事績が伝わっているが、懿徳天皇についてはほとんど事績が伝わっていない。いずれも諡号が選定された理由は不明である。森鷗外は『帝謚考』において複数の出典となりうる漢籍を上げているが、特定は行っていない。55代文徳天皇についても諡号が選定された理由は明確ではなく、森鷗外も選定理由を考えることはできないとしている。
保元元年（1156年）の保元の乱で流罪となった75代崇徳天皇は当初讃岐院という追号で呼ばれていた。しかし、安元3年（1177年）7月29日にはこれを改め「崇徳院」の追号が贈られた。九条兼実は太上天皇に追号を贈る例はないとしたうえで、崇徳の号にも納得しておらず、「土御門院」にするべきであると考えていた。崇徳を提案したのは藤原永範であり、『通典』にある「先王以作樂崇徳、殷薦之上帝(先王以て楽を作りて徳を崇び、さかんに之を上帝に薦める)」を出典としたもので、兼実は修善（徳を積む）という意図があったであろうとしている。『百錬抄』によれば、81代安徳天皇が壇ノ浦の戦いで崩御した際には、非命に倒れた天皇に対し、「或人」が怨霊となってしまった前例を踏まえて、慈仁を施すべきであるということで「安徳」の諡号が贈られた。撰進を行ったのは九条兼実であり、「或人」は崇徳を指すものと見られる。延応元年（1239年）、承久の乱で敗れた82代後鳥羽天皇が隠岐島で崩御した際には、菅原為長の選進により「崇徳院」の例に習って「顕徳院」の諡号が贈られた。しかし仁治3年（1242年）7月8日には、「後鳥羽院」の追号が贈られた。宣旨では「顕徳院」の号が廃されたわけではなく、重ねて追号が贈られた理由は明らかになっていない。建長元年（1249年）7月20日には、佐渡院と呼ばれていた順徳天皇に順徳院と諡された。
文明2年（1470年）12月27日には後花園法皇が崩御し、当初「後文徳院」の追号が贈られた。しかし「諡号に『後』の字を加える（加後号）例はない」という一条兼良の反対により追号を改めることとなり、結果として「後花園院」の追号が贈られている。この際「後文徳」を推した勧修寺教秀や三条公敦といった公家らは、「文道再興の聖徳」「曜徳」「文徳の治世は盛んであった」など称賛する語として用いている。

#### 光字諡号
「光」‐『諡法解』に「能紹前業曰光（先人の業を受け継いだ場合は光と曰ふ）」と記されている。ここから派生して傍系から出て皇位を継承した事を指している。中国の後漢の光武帝になぞらえて、「光」の字を贈ることがある。
- 49代光仁、58代光孝、119代光格の3人の天皇は、いずれも先代から見て傍系の出身である。ちなみに、光孝天皇の次の宇多天皇から、光格天皇の前の後桃園天皇まで、明治維新後に追諡された天皇を除いて、諡号を贈られた天皇はいない。
- 南北朝時代の北朝の天皇は、遺諡によって「光」の字を含んだ追号を持つ。例外である後円融天皇は、平安時代における円融天皇の加後号を遺諡としているが、理由は特に示されていない[28]。ただし「光厳」「光明」は院号（居住していた寺の名前）からとられた追号であって漢風諡号ではない。崇光天皇については理由は不明である[29]。また、南北朝合一時の100代後小松天皇も、光孝天皇の異称「小松天皇」の加後号を遺諡としている。
- 101代称光天皇は、称徳天皇と光仁天皇の両者から1字ずつ取った漢風追号である[30]。

#### 武字諡号
中国では周の武王以来、王朝初代の王や皇帝に「武」の字を贈る場合があり、日本の神武天皇もこれに合致する。井沢元彦は天智天皇の諡号は、殷の紂王が焼身自殺した際に携えていた宝石：「天智玉」に由来し、一方で天武天皇の諡号は周の武王を意識したものであり、天武天皇が自らの行為を放伐と認識していた事を意味するとしている。しかし天智玉の記述は『帝諡考』に挙げられた複数の出典の一つであり、『韓非子』の解老編など他の説も存在している 。武烈天皇と継体天皇の関係もこれに類似するが、紂王や夏の桀王に似た武烈天皇が「武」の字を贈られている。文武天皇については唐の太宗の諡号の他、藤原不比等に「淡海公」の諡号を贈った淳仁天皇の詔勅「宜しく斉の太公の故事に依るべし」から周の文王と武王に由来する意味も考えられる。桓武天皇も武王を称えた『詩経』周頌の「桓桓たる武王」に由来すると見られる。

## 朝鮮の諡号
朝鮮半島で諡の制度の実施された記録は『三国史記』に高句麗初代王の朱蒙が在位19年（紀元前19年）に薨去し、諡号を東明聖王としたというのが最初である。百済はずっと遅く501年に薨去した東城王、新羅はさらに遅く514年に薨去した智証麻立干に始まる。
李氏朝鮮に至っては諡号が国王と王后、王の宗親、正二品以上の官吏と功臣に与えられる慣例が定着し、徐々にその対象が拡がる傾向を見せた。また、朝鮮王は中国皇帝から諡号を下賜されていた。

### 君主の諡
三国統一の以前には各々の国で独自の制度にしたがって諡号を追贈したように見えるが、以後は唐の影響を受けて諡の制度も中国の諡法に従うようになった。高麗・朝鮮の王も皆漢風諡号を持つようになっている。ただ、高麗以後の王は廟号を使った通り名を主に用い、諡号についてはあまり言及されなくなったのは中国の場合と同様である。
李氏朝鮮に至って制度が整備され、君主、または后妃が死ぬと臨時機関であった諡号都監を設置して諡号を追贈するようにした。また朝鮮は、明や清の諸侯国であった関係で、君主が死ぬと中国の皇帝から二字の諡号が追封されて、これに朝鮮の独自の諡号も追贈した。例えば、朝鮮の第九代目の王、成宗の尊号は「成宗康靖仁文憲武欽聖恭孝大王」であるが、この中、「成宗」は廟号、「康靖」は明から追封された諡号、「仁文憲武欽聖恭孝」は朝鮮で追贈した諡号である。なお、丙子の乱で清の冊封を受けるようになった以後では清から諡号を受けた。これらの諡号は「忠」や「順」といった臣下に下賜される場合の文字が使用されており、清が朝鮮王を臣下として処遇した現われであった。一方、朝鮮では、外交文書などを除きほとんど使わず、国内ではその存在を隠していた。表向きは恭順の姿勢を装った朝鮮人の意識の中には、清に対する反発が拭い難く根付いており、朝鮮王朝は、贈られた諡号を公式的に使用しなくなるほどの、ほとんど完全な政治的自主権を保持していた。

### 后妃の諡
百済と高句麗の王妃に対する諡号は、現在、伝えていない。新羅の場合、武烈王以前の時期の王妃を称する時に○○婦人と○○王后の称号を混用して使っており、称号も漢風ではなく独自のものであったが、武烈王の王妃であった文明王后以後では君主の諡号と同じく漢風諡号を使うのが一般的になった。

### 臣下の諡
高麗以前に対しては確かではない。高麗以後には功のある臣下に贈諡することが一般的になり、『周礼』と『史記』の諡法にしたがった。
李氏朝鮮にいたって、諡法が整備され、王族以外の者の諡号の追封は奉常寺が主管するようにした。初期には正二品以上の官吏と功臣の冊封を受けた者に限ったが、以後その対象が拡がる傾向を見せた。臣下に対する贈諡は概して次のような手続きを経た。まず、諡号を受ける人の死後、子孫や弟子等が在世の行実を記録した行状を作成してそれを礼曹に提出すると、礼曹でそれを検討して奉常寺に移管する。奉常寺ではそれを根底で三種の候補を決めて諡状を作成、これを議政府の署経を経て王に諡号望単子を作成してあげると王が諡号を選び、これを諡号受点と言った。